# Frøydis Armand
Frøydis Armand, född 9 april 1949 i Bergen, död 11 oktober 2022, var en norsk skådespelare, dotter till skådespelaren Eilif Armand, syster till skådespelarna Merete Armand och Gisken Armand, och tidigare gift med skådespelaren Helge Jordal.
Armand var anställd vid Nationaltheatret sedan 1972, och var där en av pionjärerna för uppsökande teater, bland annat i Svartkatten och Jenteloven, och senare även vid Torshovteatret. Bland hennes viktigare roller kan nämnas Regine i Gengångare och Furia i Catilina av Henrik Ibsen, Desdemona i Shakespeares Othello, Kattrin i Bertolt Brechts Mor Courage och hennes barn, Nora i Ibsens Ett dockhem, Marie i Georg Büchners Woyzeck och modern i Eugene O'Neills Lång dags färd mot natt.
Armand medverkade även i flera filmer; mest känd blev hon för sitt friska spel i Anja Breiens tre Hustrur-filmer (1975, 1985 och 1996).